# When the World Is Wonderful
When the World Is Wonderful é o álbum de estreia da banda The Afters, lançado em 2001.

## Faixas
1. "Until the World"
2. "The Way You Are"
3. "Take My Hand"
4. "You"
5. "One More Day"
6. "Takin' Over the World"
7. "Reward"
8. "I Want You Back"
9. "Perfect and Beautiful"
10. "Find"
11. "Drip"
12. "Wait"

## Créditos
- Joshua Havens - Vocal, guitarra
- Matt Fuqua - Vocal, guitarra
- Brad Wigg - Baixo, vocal
- Marc Dodd - Bateria